# Dècada del 1520

## Esdeveniments
- Expansió del protestantisme
- Espansió del regne de Laos
- Revolta de les Germanies
- Derrota asteca a mans espanyoles (els asteques tenien 25 milions d'habitants)
- Copèrnic postula el seu model heliocèntric
- Primera volta al món en vaixell
- Sac de Roma
- Colònies de jueus s'instal·len al voltant de Jerusalem malgrat les matances
- Manierisme a l'art
- Esclavitud dels negres africans exportats cap a Amèrica

## Personatges destacats
- Hernán Cortés
- Fernão de Magalhães
- Martí Luter
- Solimà I el Magnífic
- Carles V del Sacre Imperi Romanogermànic
- Raffaello Sanzio
- Francisco Pizarro
- Nicolau Copèrnic
- Huldrych Zwingli
- Paracels